# William Woods Averell
William Woods Averell, ameriški general, diplomat in izumitelj, * 5. november 1832, † 3. februar 1900.
Poleg vojaške kariere je najbolj znan po izumitvi ameriškega asfalta.